# Mengolo

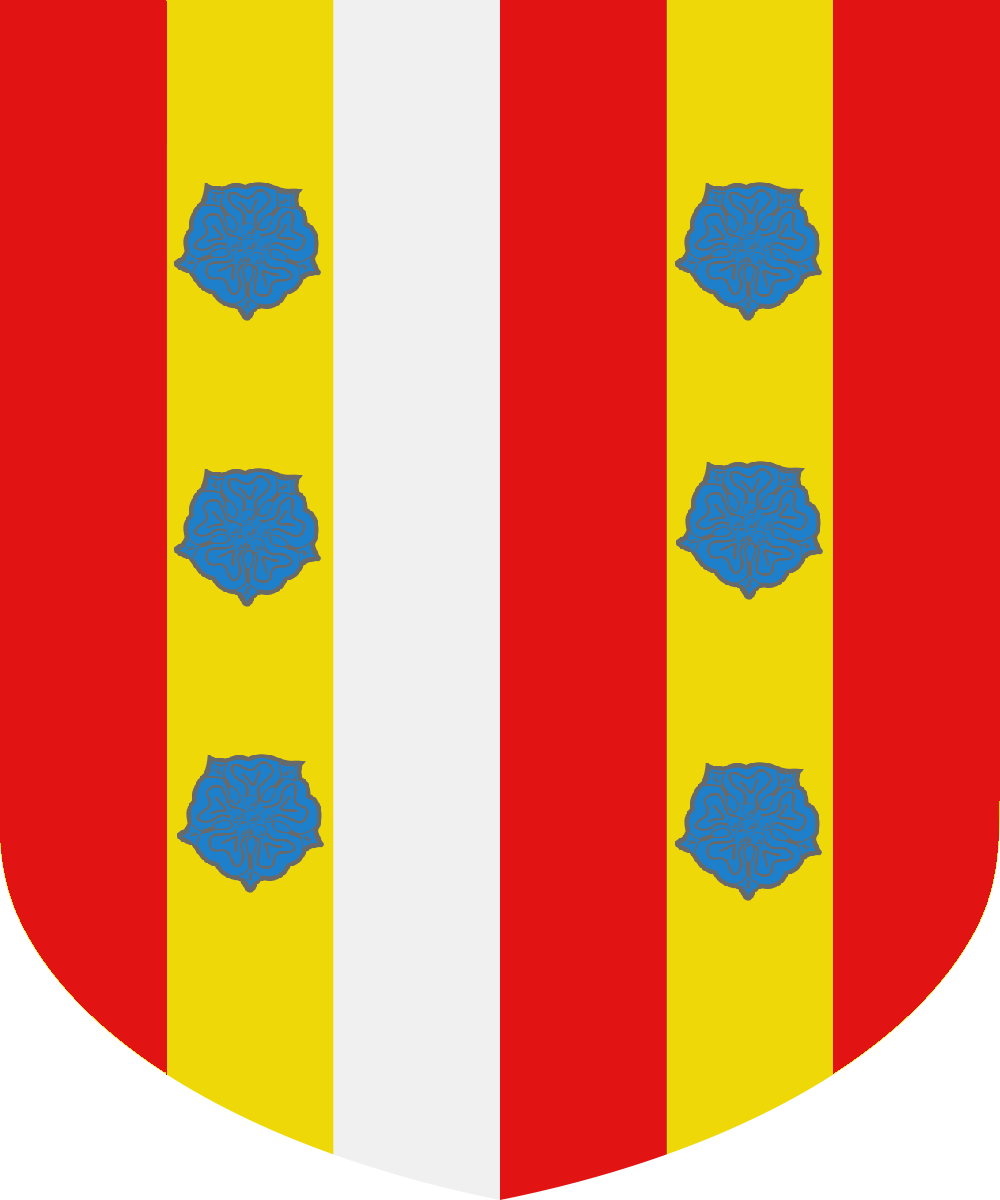
arma dei Mengolo

I Mengolo furono una famiglia patrizia veneziana, annoverata fra le cosiddette Case Nuove.

## Storia
Secondo la tradizione, i Mengolo sarebbero stati originari di Altino, e, giunti in laguna in epoca remotissima, diedero antichi tribuni. Pare fossero discesi dai Monegario.
Furono confermati nel novero del corpo patrizio alla serrata del Maggior Consiglio nel 1297; un ramo, tuttavia, ne venne escluso, per poi essere riassunto nel 1310, avendo partecipato attivamente allo sventare la congiura del Tiepolo.
Si estinsero nel 1401, alcune cronache attestano in un tal Bartolomeo Mengolo, altre in un Nicolò Mengolo.

## Arma
6 rose di azzurro poste rispettivamente 3,3 su 2 pali di oro di cui il primo su partito di rosso e di argento e il secondo su rosso.